# Имбецил
Имбецил (лат. imbecillitas) био је медицинска категорија људи с умереном до тешком менталном ретардацијом, као и типом криминала.
Израз имбецил произлази из латинске речи imbecilus = слаб или слабоумни/малоумни. То укључује особе са коефицијентом интелигенције (IQ) од 26-50, између „идиота“ (IQ = 0–25) и „кретена“ (IQ = 51–70). Конкретније, то је назив за умерену интелектуалну заосталост, којим се означавају особе с IQ од 30 до 50. Такве особе не могу се образовати, али могу стећи неке једноставне навике и споразумевати се оскудним речником и говором.
Смисао је разрађен у менталну и моралну имбецилност. Концепти „моралног лудила“, „моралног идиотизма“ и „моралне имбецилности“, довели су  до настајања еугеничке криминалистике, која је сматрала да се злочин може смањити тако да се малоумним људима одузима право на репродукцију.
Као конкретну класификацију, категорију имбецил је популаризирао психолог Хенри Х. Годард, а употребио га је 1927. године на Врховном суду Сједињених Америчких Држава судија Оливер Вендел Холмс у својој одлуци у случају присилне стерилизације (случај Јелен против Бела, 274 УС 200).
Концепт је уско повезан са више области, као што су психологија, психијатрија, криминологија и еугеника. Међутим, појам имбецил се убрзо проширио  у дијалектну употребу као погрдан и увредљив назив и испао из професионалне употребе у 20. веку. у корист термина ментална ретардација.
У посљедњих неколико десетљећа, фразе „ментална ретардација“, „ментално ретардирани“ и „ретардирани“, иницијално употребљене на медицински начин, сматрају погрдним и политички некоректним, слично као морон, имбецил, кретен, будала и идиот, који се некада се користио као научна термин, почетком 20. века. Дана 5. октобра 2010, Председник Сједињених Америчких Држава, Барак Обама потписао је Сенате Бил 2781, познат као „Розин закон“ ("Rosa's Law"), који је променио референце у многим савезним законима који су се односили на „менталну ретардацију“ и, умјесто тога, увео  „менталну инвалидност“.